# Rift dell'Europa occidentale

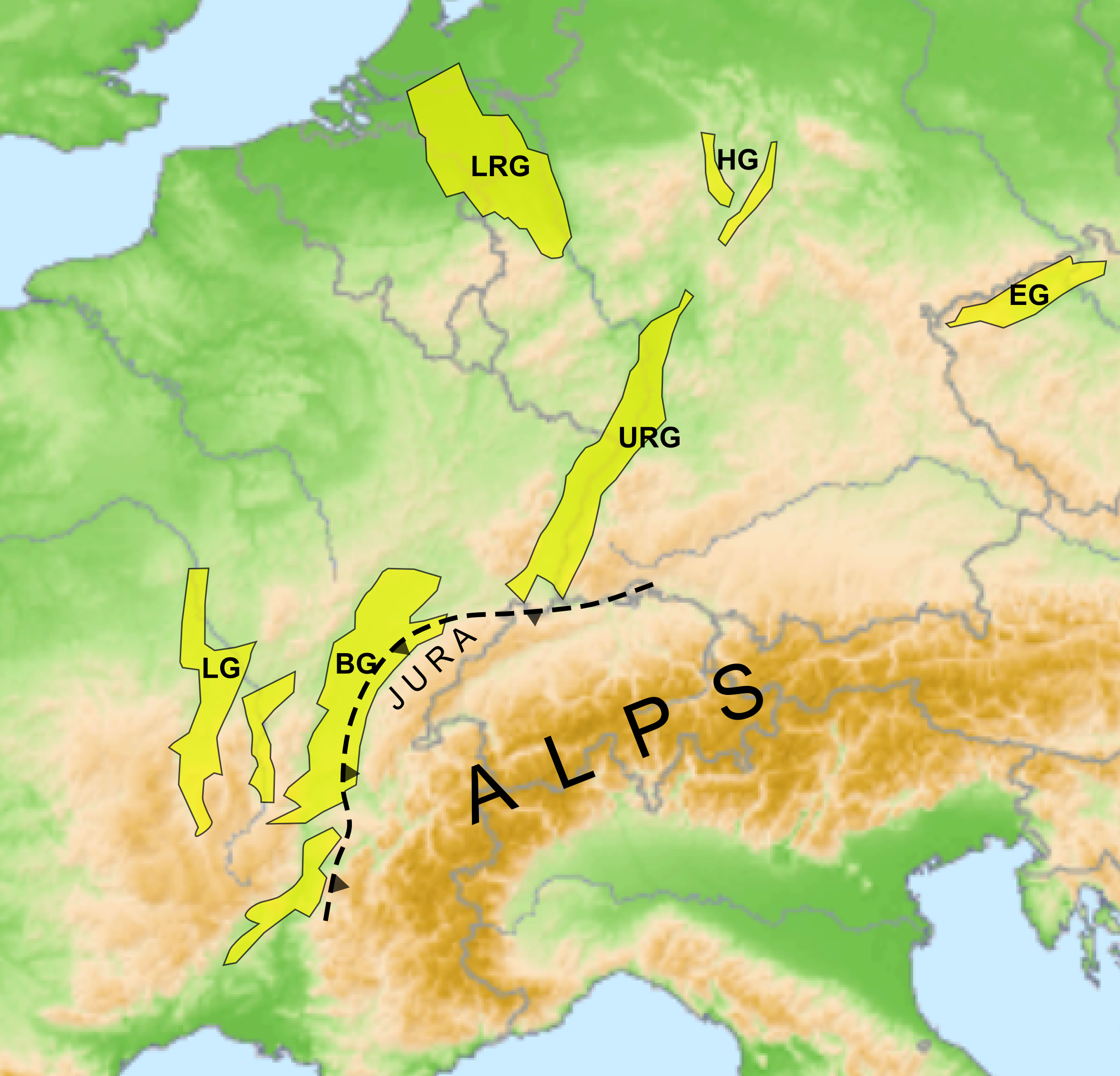
Mappa topografica con la localizzazione dei bacini di rift: LG= graben della Limagne; BG= graben della Bresse; URG= bacino dell'Alto Reno; LRG= bacino del Basso Reno; HG= graben dell'Assia; EG= graben di Eger.

Il rift dell'Europa occidentale è un sistema di rift, lungo circa 1.100 km, che si è formato nel corso del Cenozoico nel bacino di avampaese delle Alpi quando la litosfera rispose alle sollecitazioni conseguenti all'orogenesi alpina e dei Pirenei. Il sistema cominciò a formarsi nel tardo Eocene; alcune sue parti, particolarmente i graben dell'Alto e del Basso Reno, rimangono ancora sismicamente attive e sono la sede della maggior parte dei grandi terremoti europei che si sviluppano a nord delle Alpi.

## Estensione
È costituito da una serie di rift e dalle faglie associate che si estendono dal Mar Mediterraneo al Mare del Nord.

### Graben della Limagne
È una struttura di rift orientata in direzione nord-sud che si è formata alla metà dell'Eocene, creando un lago che attualmente è diventato la piana della Limagne. La fase principale della subsidenza continuò fino al tardo Oligocene. Il graben è controllato da faglie nella sua parte occidentale e ha un deposito di spessore fino a 2 km di sedimenti del Cenozoico.

### Graben della Bresse
Il graben della Bresse è situato a est del graben della Limagne. Iniziò a formarsi durante l'Eocene, ma il processo di rifting si arrestò tra la fine dell'Oligocene e la metà del Miocene, riprendendo poi nel tardo Miocene. Il margine orientale del bacino fu sovrapposto dal sovrascorrimento del Massiccio del Giura, che era il fronte avanzato della deformazione superficiale dell'orogenesi alpina.

### Graben dell'Alto Reno
Il graben dell'Alto Reno, o fossa Renana, si estende dal limite settentrionale del massiccio del Giura fino a una tripla giunzione a sud dove il rift si ramifica. La formazione del rift ebbe inizio nell'Oligocene, ma le sezioni settentrionale e meridionale del graben mostrano distinte evoluzioni storiche post-oloceniche. Nel Miocene la parte meridionale del graben subì un processo di sollevamento tettonico, mentre la parte settentrionale continuò la subduzione anche nel Pleistocene. Si ritiene che attualmente nella fossa dell'Alto Reno sia in corso una riattivazione del processo di fagliazione destrorsa.

### Graben del Basso Reno
Il graben del Basso Reno si sviluppa in direzione nordovest-sudest e continua al largo della costa marina con strutture che si protendono nella parte meridionale del Mare del Nord. A sudest le faglie dominanti tendono a sprofondare in direzione sudovest, mentre a nordovest lo sprofondamento è in direzione nordest, mantenendo in entrambi i casi una geometria di tipo a semi-graben. Il processo di rifting è iniziato nell'Oligocene e prosegue tuttora.

### Graben dell'Assia
Il graben dell'Assia si trova a nord del graben dell'Alto Reno e segue lo stesso andamento. Ha due strutture principali, il graben di Witterau e il graben di Leine. Erano entrambi attivi durante l'Oligocene, ma sono attualmente inattivi.

### Graben di Eger
La parte più orientale del sistema, il graben di Eger, mostra due distinte fasi di estensione, una alla fine dell'Eocene e l'altra all'inizio del Miocene. 
La prima fase aveva un andamento obliquo rispetto all'asse del rift e portò alla formazione di una serie di faglie scaglionate ad andamento ovest-est. La seconda fase era ortogonale rispetto all'asse del rift, e comportò la sovrapposizione delle precedenti faglie ovest-est da parte delle successive faglie ad andamento sudovest-nordest.

## Origine
Si ritiene che il sistema di rift si sia formato in seguito alla compressione della litosfera davanti alle zone di collisione che hanno condotto all'innalzamento delle Alpi e dei Pirenei. Il rift iniziale si propagò in direzione nord in seguito all'intensificazione della collisione lungo le Alpi e allo spostamento verso ovest della parte occidentale della Francia.

## Vulcanismo
Lo sviluppo del sistema di rift fu accompagnato ( e in qualche caso preceduto) da attività vulcanica su gran parte dei rift, che continuò fino al Quaternario. I più importanti centri vulcanici si trovavano a sudovest dei graben della Limagne e della Bresse, nel Massiccio Centrale, alla tripla giunzione dell'estremità settentrionale del graben dell'Alto Reno, nei monti Vogelsberg e attorno al graben di Eger. L'ultima attività vulcanica registrata è un'eruzione di tipo freatico-magmatico, avvenuta circa 6.000 anni fa nella catena vulcanica Chaîne des Puys.

## Sismicità
La sismicità è confinata perlopiù nei graben dell'Alto e Basso Reno. L'epicentro del terremoto di Basilea del 1356 era situato nel graben dell'Alto Reno; questo terremoto è l'evento sismico più devastante avvenuto nell'Europa centrale.